# Suma Paz
Suma Paz (Bombal, 5 de abril de 1939-Buenos Aires, 8 de abril de 2009), nombre artístico de Eglantine Zulma Enrico Fondevila, fue una cantante, compositora, poeta y guitarrista argentina. En 1995 y 1985 recibió un Diploma al Mérito de los Premios Konex como una de las cinco mejores cantantes femeninas de folklore de la década en Argentina. 

## Biografía
A los seis años comenzó a tocar la guitarra para luego estudiar Filosofía y Letras en la Universidad Nacional del Litoral, donde se graduó posteriormente.
A partir de 1959 apareció en programas radiales y televisivos. En 1968 viajó a Japón donde realizó 40 recitales y grabó un disco. Realizó giras por Estados Unidos de América y por Europa.
En 1977 estreno "Ay, patria mía", con textos de Máximo Aguirre,  que fue presentada en el Teatro Municipal de Morón. 
Condujo para Radio Nacional durante seis años el programa "Pampeanías".
Entre sus trabajos se encuentran "La incomparable Suma Paz" (1960); "Guitarra, dímelo tú" (1961); "Suma Paz La incomparable" (1963); "Lo mejor de Suma Paz" (1970); "Las hondas raíces de Suma Paz (1980); "Llenar de coplas el campo" (1972); "Una mujer con alma de guitarra" (1970); "Para el que mira sin ver" (1982); "Homenaje a Atahualpa Yupanqui" (1994); "Canto de nadie" (2000), "Parte de mi alma" (2005) y su disco póstumo "Última Guitarra".
Publicó libros de poesía: "Pampamérica" (premiada por la Fundación Steimberg); "Al sur del canto", "Última guitarra" y el libro póstumo "Acorde final" editado por la Biblioteca Nacional en 2013. 
Fiel seguidora y difusora de la obra de Atahualpa Yupanqui, a quien ella consideraba como su "maestro".
En 2006 fue distinguida por el Gobierno de la Ciudad de Buenos Aires, como Personalidad Destacada de la Cultura de la Ciudad.
Recibió innumerables distinciones, entre ellas se encuentran "Los Grandes Intérpretes" (Sadaic); el Martín Fierro del Instituto de la Tradición de Rosario; el premio "Alicia Moreau de Justo"; el "Discepolín" del Departamento de Cultura del Partido Justicialista, el premio Clarín Espectáculos, Estrella de Mar (1997), Cultura de la Nación y  Kónex de Plata como una de las "Cinco mejores intérpretes de folklore".
En el 2012, en el partido de Ituzaingó se nombró al escenario de la plaza Atahualpa Yupanqui con el nombre de "Suma Paz".

## Fallecimiento
Falleció a los 70 años de una arritmia que la llevó a sufrir un accidente cerebrovascular, el 8 de abril de 2009, en Buenos Aires. 
Luego de su fallecimiento se ha realizado la muestra itinerante en su homenaje: "Suma Paz: Alma de guitarra" en ECuNHi (2013), Biblioteca Nacional (2014)y en el C.C. Roberto Fontanarrosa de Rosario, Santa Fe (2015). C.C La Tintorería Japonesa, Rio Cuarto, Córdoba.  Se publicó en 2019 el libro "Pampeanías Rastrear la Identidad" de autoría de Suma Paz, AltoSur Editores que contiene más de setenta ensayos inéditos hasta ese momento y otros publicados, compilación del poeta navarrense Nahuel Santana y diseño de tapa de Nahuel Ucha Olmedo, nieto de Suma Paz. Fue presentado en la Feria del Libro 2019, en Río Cuarto, Córdoba, Merlo, provincia de Buenos Aires, Café de los Patriotas de CABA. En 2019 se presentó la muestra mencionada con la presentación de numerosos artistas en el Museo Histórico de Ituzaingó.
Actualmente se encuentran en preparación dos discos inéditos y se está realizando un documental sobre su trayectoria con dirección de Pablo Ucha Olmedo, su nieto mayor.

## Publicaciones

### Libros
- "Pampamérica" (premiada por la Fundación Steimberg)
- "Al sur del canto" Ediciones cinco.
- "Última guitarra".Ediciones Corregidor.2001
- "Acorde final".Ediciones BN. Biblioteca Nacional.2013
- "Pampeanías: Rastrear la identidad" de Suma Paz. Libro de ensayos compilados por Nahuel Santana (Poeta y escritor navarrense). AltoSur Editores. 2019

## Premios y distinciones
- Premio "El Payador" de LS11 Radio Provincia de Buenos Aires.
- Premio a "Los Grandes Intérpretes" (SADAIC);
- Martín Fierro del Instituto de la Tradición de Rosario;
- Premio "Alicia Moreau de Justo"; el "Discepolín" del Departamento de Cultura del Partido Justicialista
- Kónex de Plata como una de las "Cinco mejores intérpretes de folklore".
- Premio "Alicia Moreau de Justo" de la Fundación Alicia Moreau de Justo.
- Ciudadana Ilustre de la ciudad de Morón.
- Personalidad Ilustre de la Ciudad Autónoma de Buenos Aires. Año 2006.
- Premio Camín Cosquín 2006 - Festival de Cosquín.
- Premio Clarín 2006 - Figura del Folclore - Grupo Clarín.
- Premio Cultura Nación 2007 - Secretaría de Cultura de la Nación.
- Premio Atahualpa 2008 a la trayectoria - Instituto Cultural de la Provincia de Buenos Aires.
- Ciudadana Distinguida -Post Mortem- de la Ciudad de Rosario- Santa Fe. Año 2012.

## Discografía
- 1960: "La incomparable Suma Paz su canto y su guitarra" - RCA VICTOR
- 1961: "Guitarra dímelo tú" - RCA VICTOR
- 1962: "La incomparable" - RCA VICTOR
- 1963: "Suma Paz - Carlos Di Fulvio - Esencia del Folklore" - CAL
- 1967: "El arte de Suma Paz por el mundo" - RCA
- 1970: "Una mujer con alma de guitarra" - EMI
- 1970: "Lo mejor de Suma Paz" - RCA
- 1970: "Escuchando a Suma Paz" - RCA CAMDEN
- 1972: "Llenar de coplas el campo" - ARIEL
- 1980: "Las hondas raíces de Suma Paz" - RCA VICTOR
- 1982: "Para el que mira sin ver" - ALMALI
- 1994: "Homenaje a Atahualpa Yupanqui" - LA CAJA DE PANDORA
- 1997: "Maestros del Folklore" - BMG ARGENTINA
- 1997: "Los Aparceros" - MUSICA & MARKETING S.A.
- 2000: "La guitarra" - NOTICIAS
- 2000: "Canto de nadie" - EPSA MUSIC
- 2005: "Parte de mi alma" - DISCOS MELOPEA
- 2009: "Última guitarra" - DISCOS MELOPEA